# Генети
Генетите (Genetta) са род бозайници от семейство Виверови (Viverridae).
Таксонът е описан за пръв път от френския натуралист и зоолог Жорж Кювие през 1816 година.

## Видове
- Genetta abyssinica – Абисинска генета
- Genetta angolensis – Анголска генета
- Genetta bini
- Genetta bourloni – Генета на бурлон
- Genetta cristata – Гривеста генета
- Genetta felina
- Genetta genetta – Котешка генета
- Genetta genettoides
- Genetta grantii
- Genetta johnstoni – Генета на джонстън
- Genetta letabae
- Genetta ludia
- Genetta maculata – Ръждивопетниста генета
- Genetta pardina – Леопардова генета
- Genetta piscivora – Водна генета
- Genetta poensis – Кралска генета
- Genetta richardsonii
- Genetta rubiginosa
- Genetta servalina – Сервалова генета
- Genetta thierryi – Хаусанска генета
- Genetta tigrina – Тигрова генета
- Genetta victoriae – Гигантска генета
- Genetta villiersi